# USS Hammerberg (DE-1015)
El USS Hammerberg (DE-1015) fue un destructor de escolta clase Dealey construido para la Armada de los Estados Unidos a mediados de la década de 1950.

## Construcción y características
El tercer destructor clase Dealey fue construido en Bath Iron Works, en la ciudad de Bath, estado de Maine. Su puesta de quilla se realizó el 12 de noviembre de 1953 y su botadura el 20 de agosto de 1954. Fue comisionado con la Armada de los Estados Unidos el 28 de febrero de 1955 como USS Hammerberg (DE-1015).
El destructor desplazaba 1314 t con carga ligera, y 1877 t con carga plena. Su eslora medía 93,9 m, su manga 11,2 m y su calado 3,6 m.
Su sistema se propulsión se componía por una turbina y dos calderas. Con 20 000 shp de potencia, permitían al buque desarrollar una velocidad de 27 nudos. Podía hacer 6000 mn a 12 nudos.
Como armamento, equipaba cuatro cañones de calibre 76 mm y un squid.

## Servicio
Con base en Newport, el USS Hammerberg participó en ejercicios de convoy, capacitó a estudiantes en la Fleet Sonar School de Cayo Hueso y realizó ejercicios de guerra antisubmarina durante sus primeros años de servicio.
El Hammerberg partió de Newport el 3 de septiembre de 1957 para participar en maniobras con unidades de la OTAN. El entrenamiento antisubmarina en el mar de Irlanda fue seguido de visitas a Plymouth, Inglaterra y Brest, Francia, antes de regresar a Newport el 21 de octubre. Luego, después de ejercicios de hunter-killer con el portaviones Tarawa, el Hammerberg zarpó de Newport el 1 de abril de 1958 a Bodo, Noruega, para participar en ejercicios combinados con la Armada de Noruega. Regresó a Boston el 14 de mayo.
Partiendo de Newport el 27 de enero de 1959, navegó a la bahía de Guantánamo, Cuba, para recibir entrenamiento de actualización, luego participó en el entrenamiento de guerra antisubmarina con las armadas de Chile y del Perú. Regresó a Newport el 21 de abril.
Entre mayo de 1959 y febrero de 1960, el Hammerberg participó de ejercicios antisubmarinos intercalados con viajes a Terranova y Puerto Rico. En marzo y abril, participó en operaciones anfibias en Onslow Beach, Carolina del Norte, y se desplegó el 23 de agosto de 1960 para su segundo crucero por Sudamérica. Regresó a Newport el 13 de diciembre.
El Hammerberg partió de Newport el 7 de agosto de 1961 en su tercer crucero por Sudamérica. En noviembre, a pedido de la Organización de los Estados Americanos, el Hammerberg y otros barcos estadounidenses patrullaron costa afuera de la República Dominicana para ayudar a asegurar el cambio ordenado de ese gobierno y controlar la influencia comunista. Regresó a Newport el 1 de diciembre. Durante 1962, participó en operaciones de escolta de convoyes y operó con la Fleet Sonar School en Cayo Hueso. El 7 de noviembre, Hammerberg se dirigía al sur hacia Mayport, Florida, donde fue desviado para patrullar la costa de Florida durante la crisis de los misiles en Cuba. El 29 de noviembre, después de que el presidente Kennedy resolvió la crisis cubana, navegó hacia Newport, para un descanso. El año 1963 encontró al Hammerberg en el Boston Naval Shipyard. De junio a noviembre, dedicó tiempo al UNITAS IV, un despliegue que comprendería la circunnavegación de América del Sur en la conducción de operaciones antisubmarinas con siete armadas sudamericanas. El 30 de noviembre, el Hammerberg se dirigió a la bahía de Guantánamo, para participar en PHIBA-SWBX 1-63, una operación antisubmarina y anfibia a gran escala con más de 30 unidades de la Flota del Atlántico. El 17 de diciembre, llegó a Newport. Durante 1964, participó en Springboard, Canus Silex y Steel Pike, todos ejercicios para afilar al buque y su tripulación no sólo en su importante misión de localizar y destruir submarinos, sino también en tareas de patrulla, escolta, rescate, evacuación, bloqueo y vigilancia.
El 8 de febrero de 1965, el Hammerberg se puso en marcha hacia el norte de Europa para unirse al escuadrón Match Maker I de la OTAN en el ejercicio Pilot High. El 3 de mayo, el escuadrón salió de Lisboa, Portugal, para la Operación Pole Star frente a Halifax, Nueva Escocia. Después de regresar a Newport el 20 de julio, el Hammerberg fue reparado en Boston Naval Shipyard. Luego entrenó en Guantánamo y, en agosto de 1966, se reunió con el USS Van Voorhis, USS Leahy y USS Requin en Trinidad para participar en la Operación UNITAS VII hasta noviembre. Continuó sus maniobras tácticas hasta 1967.
Fue dado de baja el 31 de julio de 1974.